# 晓月隧道
39°51′02″N 116°13′17″E / 39.8506108°N 116.2214253°E
晓月隧道位于中华人民共和国北京五环路，卢沟桥东。长230米，从地下横穿了宛平城西城门与卢沟桥之间的城内街。